# 神風莉央
神風 莉央（かみかぜ りお、1993年10月3日 - ）は、日本の元女性キックボクサー。本名は千代森 莉央（ちよもり りお）。熊本県熊本市出身。神風塾所属。熊本大学教育学部卒業。

## 経歴
高校の時に神風塾に入門。
2010年12月5日、熊本で行われた神風塾主催興行「LEGEND」で谷村郁江相手にデビュー。デビュー戦では「神風Rio」というリングネームだったが、その後「神風莉央」に改名する。
2011年5月14日、JEWELS 13th RINGに参戦、林美久と対戦するも0-3の判定負け。
2012年3月25日、仙台・ドラゴンジム主催の「戦場」に参戦、前年に僅差の判定で敗れたMITSUKIと再び対戦するが1-1のドローに終わる。この試合のみ「神風RIO」として出場。
2012年6月3日、シュートボクシングに初参戦、Girls S-Cup -53.5トーナメント1回戦でSB日本女子フライ級王者高橋藍と対戦するが0-3の判定負け。
2012年8月25日、「Girls S-cup 2012」にて聖☆羅とワンマッチで対戦、バックドロップでシュートポイントを奪い、2-0の判定でプロ初勝利を飾った。
2013年8月3日、「Girls S-cup 2013」の日本トーナメントに出場、1回戦で菊川松熊に最大9ポイント差を付けて大差の判定勝ち。準決勝では再び高橋藍と対戦、延長まで持ち込む粘りを見せるも0-3の判定負け。
2013年10月、左大腿骨髄腫のため引退することが発表された。

## 戦績
| キックボクシング 戦績 | キックボクシング 戦績 | キックボクシング 戦績 | キックボクシング 戦績 | キックボクシング 戦績 | キックボクシング 戦績 | キックボクシング 戦績 |
| --------------------- | --------------------- | --------------------- | --------------------- | --------------------- | --------------------- | --------------------- |
| 10 試合               | (T)KO                 | 判定                  | その他                | 引き分け              | 無効試合              |                       |
| 2 勝                  | 0                     | 2                     | 0                     | 2                     | 0                     |                       |
| 6 敗                  | 0                     | 6                     | 0                     | 2                     | 0                     |                       |

| 勝敗 | 対戦相手 | 試合結果          | 大会名 | 開催年月日      |
| ×    | 高橋藍   | 延長R終了 判定0-3 | シュートボクシング「～ツヨカワGirls真夏の祭典～ SHOOT BOXING WORLD TOURNAMENT Girls S-cup 2013日本トーナメント」 【Girls S-cup日本トーナメント2013 準決勝】 | 2013年8月3日    |
| ○    | 菊川松熊 | 2分3R終了 判定3-0 | シュートボクシング「～ツヨカワGirls真夏の祭典～ SHOOT BOXING WORLD TOURNAMENT Girls S-cup 2013日本トーナメント」 【Girls S-cup日本トーナメント2013 1回戦】  | 2013年8月3日    |
| ×    | NANA☆SE  | 2分3R終了 判定0-2 | 神風塾「火の国格闘伝説 LEGEND3」 | 2012年12月2+5日 |
| ○    | 聖☆羅    | 3分3R終了 判定2-0 | シュートボクシング「～ツヨカワGirls真夏の祭典～ SHOOT BOXING WORLD TOURNAMENT Girls S-cup 2012」                                                            | 2012年8月25日   |
| ×    | 高橋藍   | 3分3R終了 判定0-3 | シュートボクシング「SHOOT BOXING2012～Road to S-cup～act.3」 【Girls S-cup -53.5 1回戦】                                                                    | 2012年6月3日    |
| △    | NANA☆SE  | 2分3R終了 判定1-1 | KING EXCEED「KING2」 | 2012年4月30日   |
| △    | MITSUKI  | 2分3R終了 判定1-1 | ドラゴンジム「大震災復興チャリティーイベント戦場5」 | 2012年3月25日   |
| ×    | 林美久   | 2分3R終了 判定0-3 | JEWELS「JEWELS 13th RING」 | 2011年5月14日   |
| ×    | MITSUKI  | 2分3R終了 判定1-2 | ドラゴンジム「BREATHLESS MUAY THAI 7」 | 2011年2月20日   |
| ×    | 谷村郁江 | 2分3R終了 判定0-3 | 神風塾「火の国格闘伝説 LEGEND」 | 2010年12月5日   |

## 登場メディア
- 窓をあけて九州「自分に負けたくない～キックにかけた女子高生の挑戦～」（熊本放送制作、RKB毎日放送2011年1月2日放送）
- ドキュメント九州「アイドルじゃ終われない～プロキックボクサー 神風莉央の挑戦～」（テレビ熊本制作、テレビ西日本2012年8月19日放送）